# Elsa Buol
Elsa Buol (Davos, 7 mei 1892 - Genève, 6 februari 1920) was een Zwitserse kleuteronderwijzeres en feministe.

## Biografie
Elsa Buol was een dochter van Christian Buol, een landbouwer, en van Elisabeth Lamalta. Ze studeerde aan de villa Jalta in Zürich, de hogere meisjesschool in Lausanne, de normaalschool voor kleuteronderwijs in Bern en de  meisjesschool voor sociale studies in Genève. Nadien werd ze de eerste kleuterjuf van Davos. In 1919 richtte ze de Vereinigung junger Bündnerinnen op, de voorloper van de huidige Kantonale Bündnerinnen-Vereinigung, een religieus en politiek neutrale organisatie die ernaar streefde de positie van vrouwen te versterken door middel van huishoudelijke vorming, het verhogen van het intellectuele niveau en sociaal werk. Ze was een pionier van de vrouwenbeweging in het kanton Graubünden.